# District d'Enbekchikazakh
Le district d'Enbekchikazakh (en kazakh : Еңбекшіқазақ ауданы) est une subdivision administrative située dans l'oblys d'Almaty, au Kazakhstan. Le chef-lieu est Iessik.

## Géographie
Le district s'étend sur 8 300 km2 à l'est d'Almaty.

## Démographie
La population s'élevait à 219 412 habitants en 2010. Elle se répartissait entre Kazakhs (49 %), Ouïghours (22 %), Russes (15 %), Turcs (6 %), Azéris (2 %), Kurdes (1 %), Allemands (0,8 %), Tchéchènes (0,7 %), Tatars (0,6 %), Ukrainiens (0,5 %) et divers (4,4 %).

## Personnalités liées au district
- Amangueldi Joumabaïev (né en 1951 à Koktobe), ministre adjoint aux affaires étrangères de la République du Kazakhstan de mai 2011 à février 2013 ;
- Kouddous Koujamiarov (1918 – 1994), compositeur ;
- Alexandre Petrov (1920 - 1984), héros soviétique de la Seconde Guerre mondiale, ministre kazakh de l’Intérieur.